# Immelscheid
Immelscheid ist eine Ortslage der Stadt Kierspe, Märkischer Kreis. Immelscheid liegt nordöstlich der Ortschaft Kierspe auf einem Kamm zwischen der Fromecke im Westen und der Schleipe im Osten. Es gibt einige Wohnhäuser. Den öffentlichen Personennahverkehr betreibt die Märkische Verkehrsgesellschaft mit der Buslinie 99.
Koordinaten: 51° 9′ 0,7″ N, 7° 38′ 50,9″ O